# Sân bay quốc tế Giao Đông Thanh Đảo
Sân bay quốc tế Giao Đông Thanh Đảo (IATA: TAO, ICAO: ZSQD) là một sân bay tại Thanh Đảo, tỉnh Sơn Đông, Trung Quốc. Sân bay được xây dựng để phục vụ thành phố Thanh Đảo, thay thế cho sân bay quốc tế Lưu Đình Thanh Đảo. Sân bay nằm tại Giao Đông, Giao Châu, cách trung tâm Thanh Đảo 39 km. Sân bay mở cửa vào ngày 12 tháng 8 năm 2021 và là sân bay lớn nhất của tỉnh Sơn Đông, có khả năng tiếp đón 35 triệu khách mỗi năm.